# 褐鉛鉱
褐鉛鉱（かつえんこう、英: Vanadinite）は、燐灰石グループのバナジン酸塩鉱物で、組成はPb5(VO4)3Clである。産業的に用いられている主要なバナジウム鉱石の1つであり、鉛源でもある。密度が高く脆い鉱物で、通常赤色で六方晶系の結晶を形成する。方鉛鉱等の鉛堆積物が酸化してできる珍しい鉱物である。バナジン鉛鉱とも呼ばれる。1801年にメキシコで初めて発見された。南アメリカ、ヨーロッパ、アフリカ、北アメリカのその他の地域でも見つかっている。

## 起源
褐鉛鉱は、既存の鉱物の化学変質のみで生成する珍しい鉱物であり、そのため二次鉱物として知られる。乾燥帯で見られ、一次鉛鉱物の酸化により生成する。特に方鉛鉱とともに見られる。他に関連する鉱物としては、黄鉛鉱、褐鉄鉱、重晶石がある。
1801年にメキシコで、スペインの鉱物学者アンドレス・マヌエル・デル・リオが発見した。彼はこの鉱物を「茶鉛」(“brown lead”)と呼び、この中に新しい元素が含まれていると予測し、その元素をパンクロミウム(pancromium)、後にエリスロニウム(erythronium)と名付けた。しかし、彼は後に、これは新元素ではなく、単なるクロムの不純物であると信じるようになった。1830年、ニルス・ガブリエル・セフストレームは、新元素を発見し、バナジウムと名付けた。これは後に、先にデル・リオが発見していた金属と同一のものであることが明らかになった。デル・リオの「茶鉛」は、1838年にメキシコのイダルゴ州シマパンで再発見され、高いバナジウム含量のため、バナジナイトと命名された。その他、ジョンストン石、バナジン酸鉛とも呼ばれる。

## 生成
褐鉛鉱は、鉛を含む堆積物から酸化帯で二次鉱物として生じる。バナジウムは、母岩のケイ酸塩鉱物から浸出する。共生する鉱物には、ミメット鉱、緑鉛鉱、デクロワゾー石、モットラム鉱、白鉛鉱、モリブデン鉛鉱、硫酸鉛鉱、方解石、重晶石、様々な酸化鉄鉱物がある。
褐鉛鉱の鉱床は、オーストラリア、スペイン、スコットランド、ウラル山脈、南アフリカ、ナミビア、モロッコ、アルゼンチン、メキシコ、またアメリカ合衆国のアリゾナ州、コロラド州、ニューメキシコ州、サウスダコタ州等、世界中で見つかっている。
褐鉛鉱の鉱床は、世界中の400以上の鉱山で見つかっている。モロッコのミデル、ナミビアのツメブ、アルゼンチンのコルドバ、ニューメキシコ州のシエラ郡、アリゾナ州のヒラ郡等である。

## 構造
褐鉛鉱は組成Pb5(VO4)3Clの鉛のクロロバナジン酸塩である。重量比で73.15%の鉛、10.79%のバナジウム、13.56%の酸素、2.50%の塩素を含む。各々の構造単位は、正八面体の頂点に位置した6つの二価の鉛イオンに囲まれた塩化物イオンを含む。1つの鉛イオンは、隣接する分子と共有されている。鉛と塩化物イオンの間の距離は、317 pmである。各々の鉛イオンの間の最小の距離は、4.48 Åである。八面体は、向かい合う2面を隣接する分子と共有し、八面体の連続した鎖を作っている。各々のバナジウム原子は、歪んだ四面体の頂点に位置した4つの酸素原子に囲まれている。各々の酸素原子とバナジウム原子の距離は、1.72または1.76 Åである。酸素3つの四面体は、鎖に沿ってバナジウムの八面体と隣接する。
褐鉛鉱は、六方晶に結晶化する。この構造のため、しばしば外形は六角形になる。単位格子は、六角形のプリズムである。単位格子は2分子から構成され、a = 10.331Å、c = 7.343 Åである。単位格子の体積は、V = a2c sin(60°)の公式で与えられ、678.72Å3である。

## 特徴
褐鉛鉱は、どちらも固溶体であるミメット鉱、緑鉛鉱等と同じ系列の燐灰石グループに属する。多くの鉱物の系列には、金属イオンが置換されたものが含まれるが、この系列では陰イオンが置換され、リン酸塩の他、ヒ酸塩、バナジン酸塩のものがある。典型的な不純物には、リン、ヒ素、カルシウム等があり、バナジウムの同形置換となっている。ヒ素を多量に含む褐鉛鉱は、エンドリック石として知られる。
褐鉛鉱の通常の色は、明赤色から橙赤色であるが、茶色、赤茶色、灰色、黄色、無色のものも存在する。その際立った色から、鉱物収集家の間では人気がある。条痕は、淡黄色または茶黄色である。透明、半透明、または不透明であり、光沢は樹脂状からダイヤモンド状である。褐鉛鉱は異方的であり、つまりいくつかの性質は、異なる軸で測定すると変化する。軸に垂直な方向と水平な方向で、屈折率の値はそれぞれ2.350と2.416であり、これにより複屈折は0.066である。
褐鉛鉱は非常に脆く、破壊すると小さな貝殻状の断片を生じる。硬さはモース硬度で3-4と、銅貨と同程度である。半透明の鉱物としてはかなり重く、モル質量は1416.27 g/molで、比重は不純物のため6.6-7.2と幅がある。

## 利用

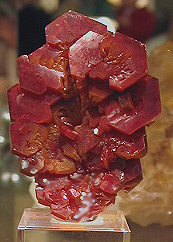
六角形結晶の褐鉛鉱

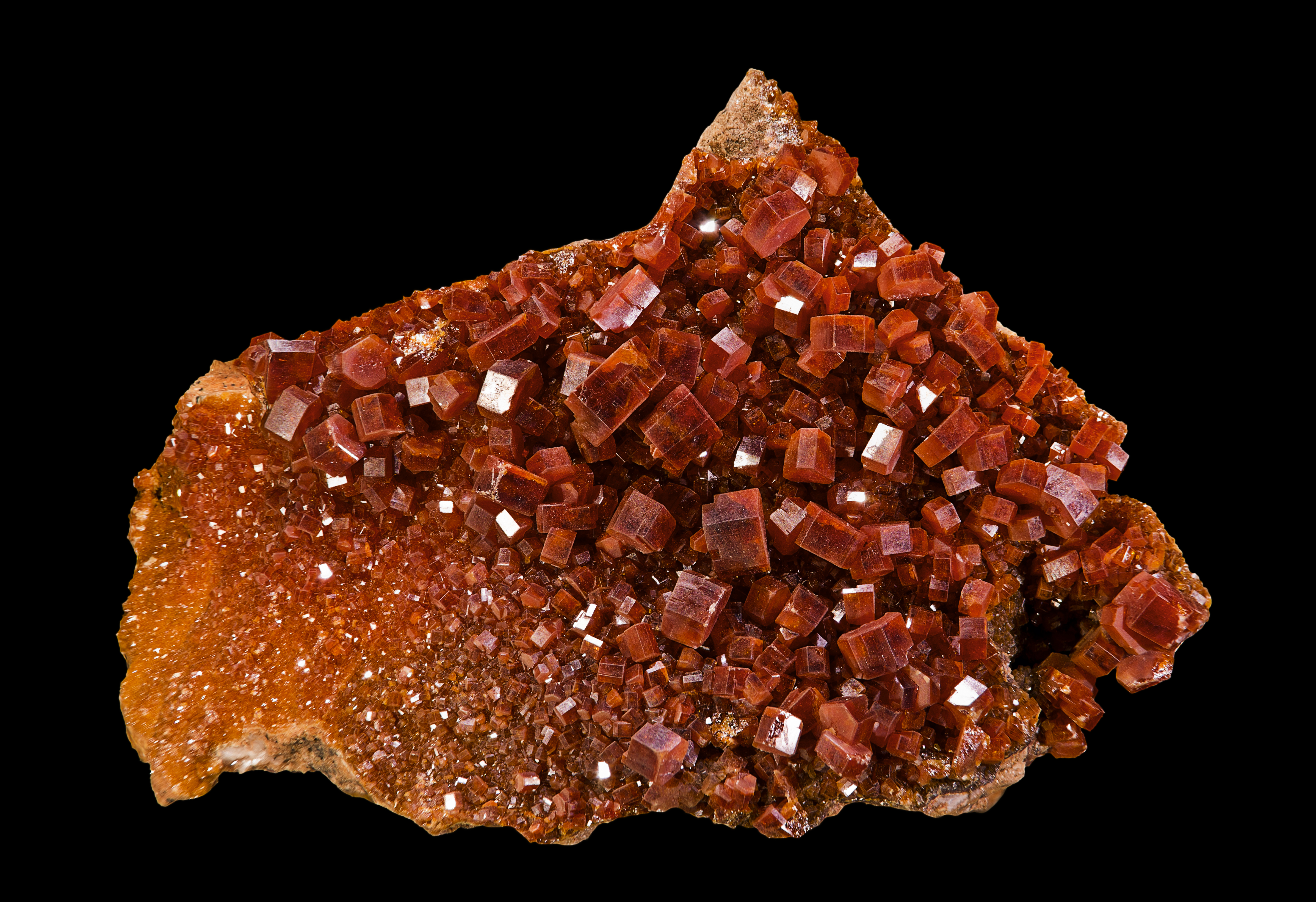
モロッコで産出した褐鉛鉱

カルノー石やバナジン雲母とともに、褐鉛鉱は、産業用の主要なバナジウム鉱石であり、焙焼や製錬により抽出する。また、鉛源として用いられることもある。バナジウム抽出の一般的な手順では、最初に褐鉛鉱を塩化ナトリウムまたは炭酸ナトリウムとともに約850℃で熱してバナジン酸ナトリウムを作る。これを水に溶かしてから塩化アンモニウムで処理してメタバナジン酸アンモニウムの橙色の沈殿を得る。これを融かして粗五酸化バナジウムとし、カルシウムで還元して純粋なバナジウムが抽出される。